# Zaria (rejon rylski)
Zaria (ros. Заря) – osiedle typu wiejskiego w zachodniej Rosji, w sielsowiecie nikolnikowskim rejonu rylskiego w obwodzie kurskim.

## Geografia
Miejscowość położona jest 4,5 km od centrum administracyjnego sielsowietu nikolnikowskiego (Makiejewo), 14 km od centrum administracyjnego rejonu (Rylsk), 110 km od Kurska.

## Demografia
W 2010 r. miejscowość nie posiadała mieszkańców.